# Street art

Przykład street artu (Banksy, Londyn)

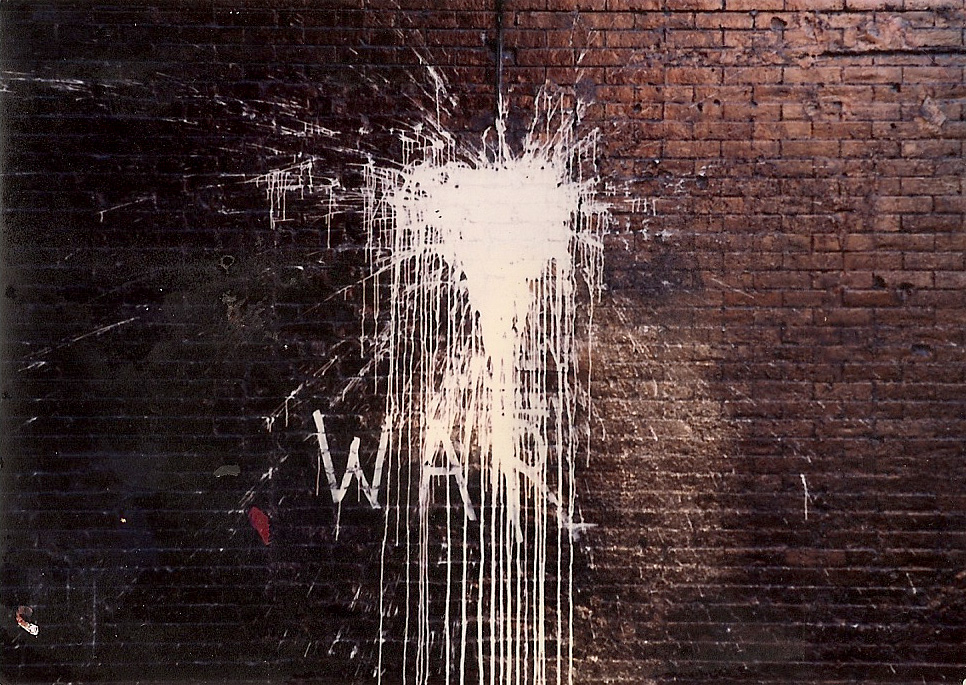
Przykład wczesnego street artu w Nowym Jorku (Jacek Tylicki, 1982)

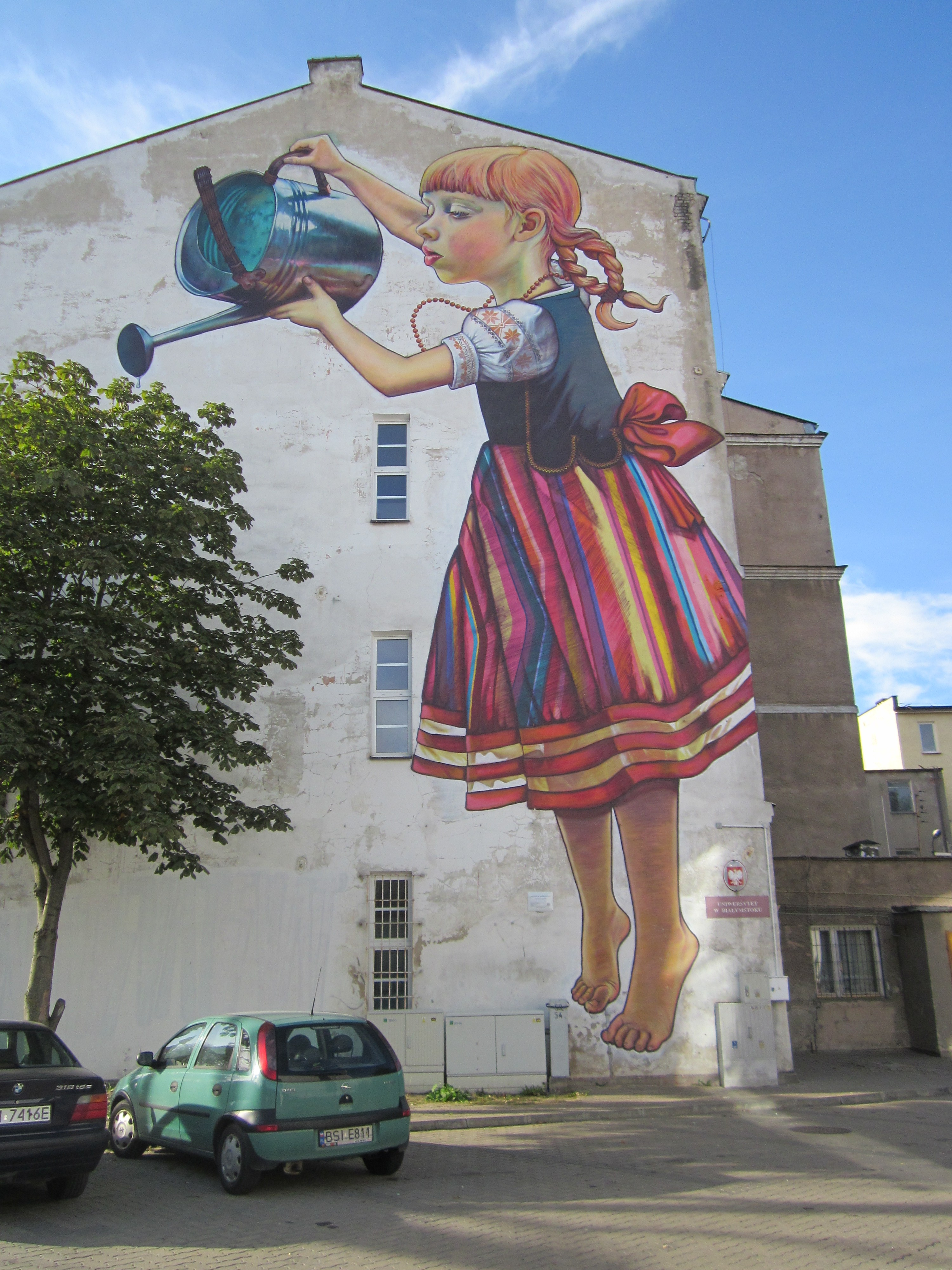
„Dziewczynka z konewką” w Białymstoku (Natalia Rak, 2013)

Street art (sztuka ulicy) – dziedzina sztuki obejmująca dzieła tworzone w przestrzeni publicznej, zwykle mające charakter bezprawnej ingerencji.
Termin zawiera w sobie tradycyjne graffiti, lecz często jest użyty dla odróżnienia aktywności artystycznej w przestrzeni miejskiej od wandalizmu.
Określenia street art najprawdopodobniej po raz pierwszy użył Allan Schwartzman w 1985.
Street art nie posiada ściśle określonych reguł działania, struktur dzieła, ani innych wyznaczników. Każdy tworzy jak chce i gdzie chce, przy czym w opinii odbiorców niekoniecznie jest to uznawane za działalność artystyczną.